# چی رودونگ
چی رودونگ (انگلیسی: Qu Ridong؛ زادهٔ ۱ دسامبر ۱۹۶۸) تیرانداز اهل چین بود. وی در بازی‌های المپیک تابستانی ۲۰۰۸ حضور داشته‌است.